# AC (Complexitat)
En teoria de la complexitat, AC és una jerarquia de classes de complexitat. Cada classe ACi consisteix en els llenguatges reconeguts per un circuit booleà de profunditat {\displaystyle O(\log ^{i}n)}i un nombre polinòmic de portes AND, OR i NOT de fan-in il·limitat.
El nom AC es va triar per analogia al de la classe NC, amb la A referint-se a "alternant", referint-se a les portes AND i OR organitzades de manera alternativa i a les màquines de Turing alternants.
La classe més petita és AC0, consistent en els circuits de profunditat constant i fan-in il·limitat.
Tota la jerarquia de les classes AC es defineix com
{\displaystyle {\mbox{AC}}=\bigcup _{i\geq 0}{\mbox{AC}}^{i}}

## Relació amb NC
Les classes AC estan relacionades amb les classes NC, que es defineixen de manera similar però les portes tenen un fan-in fitat i constant. Per cada i, es te:
{\displaystyle {\mbox{NC}}^{i}\subseteq {\mbox{AC}}^{i}\subseteq {\mbox{NC}}^{i+1}}
I com a conseqüència immediata d'això, es te que NC = AC.
Se sap que la inclusió és estricta quan i = 0.

## Variacions
La capacitat de les classes AC es poden canviar afegint portes addicionals. Si s'afegeixen portes que calculen l'operació mòdul per alguns m, es tenen les classes ACCi[m].